# كاساندرا سانشيز نافارو
كاساندرا سانشيز نافارو (بالإسبانية: Cassandra Sánchez Navarro)‏ هي ممثلة مكسيكية، ولدت في 3 يوليو 1991 في مدينة مكسيكو في المكسيك.

## وصلات خارجية
- كاساندرا سانشيز نافارو على موقع IMDb (الإنجليزية)
- كاساندرا سانشيز نافارو على موقع قاعدة بيانات الفيلم (الإنجليزية)